# Едешко, Александр Викторович
Александр Викторович Едешко (бел. Аляксандр Віктаравіч Ядзешка; род. 28 января 1993, Гродно) — белорусский футболист, игравший на позиции полузащитника. Является племянником известного баскетболиста Ивана Едешко.

## Клубная карьера
Воспитанник «Немана», с 2010 начал попадать в основную команду. 17 июля 2010 отличился дублем в матче 1/16 финала Кубка Беларуси против «Гомельжелдортранс».
В начале 2013 стал игроком светлогорского «Химика» и закрепился в основе. В феврале 2014 перебрался в «Городею», в составе которой обычно выходил на замену.
В январе 2015 года вернулся из аренды в «Неман». С гродненским клубом стал готовиться к сезону 2015 и в марте подписал новый контракт с «Неманом». Начало сезона пропустил из-за травмы, а в первом же матче после возвращения на поле, 30 мая против микашевичского «Гранита», отметился голом, который помог «Неману» одержать первую победу в чемпионате (2:0). В августе 2015 года по соглашению сторон оставил гродненский клуб и вскоре завершил карьеру.

## Статистика
| Сезон    | Дивизион | Клуб                | Страна                    | Матчи | Голы |
| -------- | -------- | ------------------- | ------------------------- | ----- | ---- |
| 2008     | дубль    | Неман (Гродно)      | Флаг Беларуси (1995—2012) | 1     | 0    |
| 2009     | дубль    | Неман (Гродно)      | Флаг Беларуси (1995—2012) | 13    | 0    |
| 2010     | Д1       | Неман (Гродно)      | Флаг Беларуси (1995—2012) | 4     | 0    |
| 2011     | Д1       | Неман (Гродно)      | Флаг Беларуси (1995—2012) | 4     | 0    |
| 2012     | Д1       | Неман (Гродно)      | Флаг Беларуси             | 3     | 0    |
| 2013     | Д2       | Химик (Светлогорск) | Флаг Беларуси             | 27    | 5    |
| 2014     | Д2       | Городея             | Флаг Беларуси             | 22    | 0    |
| 2015 (1) | Д1       | Неман (Гродно)      | Флаг Беларуси             | 5     | 1    |